# テレビの中に (KANの曲)
「テレビの中に」（テレビのなかに）は、1987年4月25日にポリドールから発売されたKAN1作目のシングル。

## 解説
同名タイトルのアルバムと同時発売。

## 収録曲
- 全曲　作曲・編曲：KAN

1. テレビの中に
  - 作詞：KAN
2. セルロイドシティも日が暮れて
  - 作詞：長島理生